# Isla São Luís
La isla São Luís es una isla que se encuentra situada entre la bahía de São Marcos y la bahía de São José en el estado de Maranhão, en Brasil. La isla tiene cuatro ciudades de las cuales la más importante es São Luís que es la capital del estado. La isla tiene una población de más de 1.200.000 habitantes.